# Stilit
Stilit (tudi stebrni svetnik) je asket iz prvih stoletij krščanstva, ki živi na stebru (grško stylos). Ta precej ekstravagantna vrsta meništva se je pojavila v Siriji v 5. stoletju. Ker je ena od bistvenih sestavin meništva odmik od družbe, so nekateri to storili tako, da so pobegnili v puščavo, nekateri v gore, nekateri pa so za simbolično »goro« vzeli kakšen steber opuščenega poganskega svetišča. Kapitel stebra so si obdali z ograjo, ki je onemogočala padec, saj so nekateri stiliti ostali na svojem stebru neprekinjeno več let. Živeli so izjemno strogo, se postili in posvečali molitvi. Za najnujnejši stik s svetom so uporabljali škripec. K nekaterim so že za časa njihovega življenja romali verniki po blagoslov ali nasvet. Najbolj znamenit stebrni svetnik je sveti Simeon Stilit. V bizantinskem svetu je ta način življenja ugasnil v 13. stoletju, med ruskimi pravoslavnimi pa je trajal še tja v 15. stoletje.